# Владимир Сироватка
Владимир Сироватка (чеш. Vladimír Syrovátka (надимак Рус) (Здолбунив, 19. јул 1908 — Праг, 14. септембар 1973) био је чехословачки кануиста у једниклеку и двоклеку на мирним водама. Такмичио за репрезентацију Чехословачке у  у току 30-их  прошлог века. Био је олимпијски победник у Берлину, европски првак 1934. а сребрни 1933. победник многих регата националног и међународног значаја.

## Биографија
Владимир Сироватка рођен је 19. јуна 1908. године у граду Здолбунив у покрајини Руске Империје, а затим се преселио у Чехословачку за стално настањење (због свог рођења добио је у Чехословачкој надимак Рус). Био је дизајнер авиона, ангажован на развоју пројеката авиона.
Кајакаштвом се активно почео бавити 1929. године у веслању на острву Штелецки у Прагу. Од почетка се оријентисао и спацијализовао на кану двоклек Ц-2 у пару са Јаном Брзаком-Феликсом.  Заједно су освојили првенство Чехословачке и потом шест година задржали су предност у признању чехословачког државног првака. Учествовали су на првом Европском првенству 1933. у Прагу и у дисциплини Ц-2 на 1.000 метара освојили сребрну медаљу, а на следећем 1934. у Копенхагену постали европски прваци.
Најуспешнија сезона у у његовој каријери била је сезона 1936, када је ушао у репрезентацију Чехословачке за одлазак на Олимпијске игре у Берлину. У пару са Брзаком-Фелисом у дисциплини Ц-2 на 1.000 метара, такмичиле су се још 4 посадеа само четири друге посаде: Аустрија, Канада, Немачка и САД. Сви кану су дуго били један поред другог, али у последњем четвртини трке чехословачка посада је ефикасно радила и победила, оставивши најближе ривале Аустријанце више од три секунде. Тако су Брзак-Феликс и Сироватка освојили златне олимпијске медаљеи постали први олимпијски победници у тој дисциплини.
Због избијања Другог светског рата, њихова спортска каријера је прекинута. Брзак фекикс се касније вратио у спорту и у послератним годинама и постигао много више победа на највишем нивоу, али Сироватка је одлучио да се повуче из такмичарског спорта и  постао тренер. Током наредних година радио је као тренер кајакаша и кануиста у Немачкој, Чехословачкој и Шведској. У каснијим годинама бавио се производњом ламинираних скија за слалом и спуст.